# Provincia Contralmirante Villar

Provincia Contralmirante Villar este una din cele 3 provincii peruviene din Departamentul Tumbes din sudul țării.
Provincia Contralmirante Villar se învecinează la nord și la oest cu Oceanul Pacific, la est cu Provincia de Tumbes, și la sud cu Piura.

## Diviziune politică
Tacna este împărțită în 3 Districte (Distritos).
- Zorritos
- Canoas de Punta Sal
- Casitas

## Capitala
Capitala acestei provincii este orașul Zorritos.